# Dielmissen
Dielmissen ist eine Gemeinde im nördlichen Landkreis Holzminden in Niedersachsen (Deutschland) und gehört zur Samtgemeinde Eschershausen-Stadtoldendorf.

## Geografie

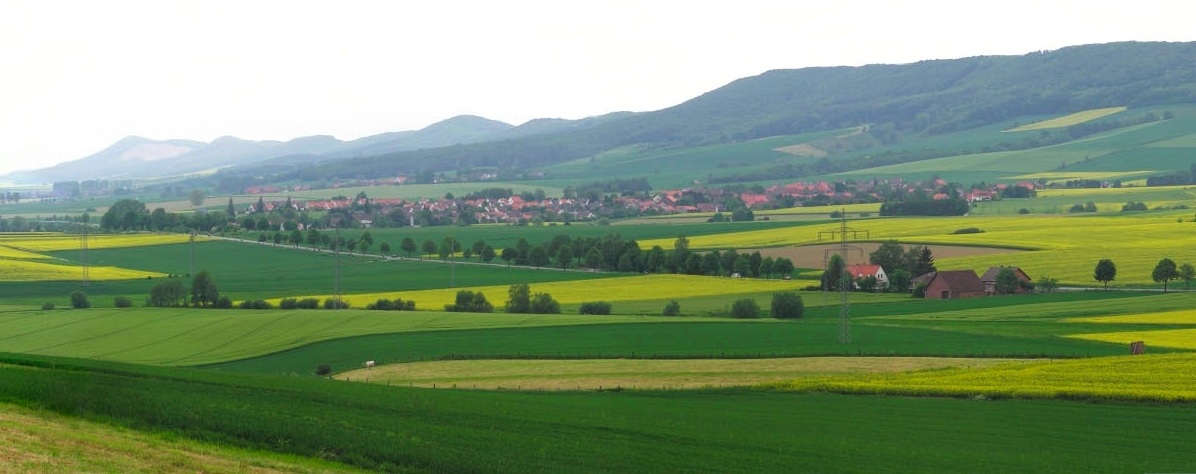
Blick auf Dielmissen, 2004

Eingebettet zwischen dem Ith und der dem Vogler vorgelagerten Erhebung des Tuchtberges liegt Dielmissen am Unterhang des Ith in der Ithbörde.
Im Osten und Süden grenzt Dielmissen an Lüerdissen, im Westen an Kirchbrak und im Norden an Halle.

## Geschichte
Das heutige Dorfgebiet lag um 800 n. Chr. im Grenzgebiet der Gaue Tilithi und Wikanavelde. Der Gau Thilithi gehörte zu einem Teil des Stammgebietes der Sachsen.
Die Entstehung des Ortes ist nichts bekannt. Sie wird in der zweiten Periode, die durch die Endungen -hausen (abgekürzt -sen), -heim, -dorf, -feld usw. gekennzeichnet ist, vermutet. Dass von 13 im Kreise Holzminden gelegenen Dörfern mit der Endung -sen neun in der Ithbörde, dem Amtsgerichtsbezirk Eschershausen (wohl nach dem Grafen Esiko einstmals Esikoshausen genannt) liegen, spricht für eine geschlossene Besiedlung. Da die Namen zumeist auf Privatbesitz hinweisen, ist anzunehmen, dass sie erst gegen Ende der Periode entstanden sind, denn Privatbesitz deutet auf eine spätere Zeit hin, aber schon vor Abschluss dieser Ortsnamensklasse (800 n. Chr.). 
Die Ortschaft Dielmissen wurde erstmals am 23. August 1151 urkundlich erwähnt und von 1194 bis 1401 gab es in Nachbarorten eine ritterliche Familie „de Didilmissen“ (von Dielmissen).
Bis 1941 gehörte Dielmissen zum Freistaat Braunschweig und war dort Teil des Weser-Harz-Gebietes. 1996 lebten 899 Einwohner in der Gemeinde.

### Ortsnamen
Es sind verschiedene Namensformen für den Ort bekannt:
- 1151      Thiedelmissen
- 1304–1324 Dedelmissen
- 1340      Didelmissen
- 1385–1397 Dydelmissen
- 1539      Digermessen
- 1542      Diedelmissen
- 1547      Diermissen
- 1568      Diermissen
- 1572      Dirmissen
- 1760      Dielmissen

Deutung: Heim eines Thiathelmi (Theothelm, Thiudhelm, Dietelm, Thiadelm), Thiadhelmes-husen, von hier aus ist die Entwicklung bis hin zu Dielmissen ohne größere Probleme erklärbar.
Heutzutage existiert der Nachname „Diermissen“ in verschiedenen Ländern, wie z. B.: Costa Rica, USA, Kanada, El Salvador und Deutschland.

## Religion
69 % der Bevölkerung sind evangelisch, 8 % katholisch. Die evangelische Kirchengemeinde Dielmissen gehört zum Pfarramt Eschershausen im Kirchenkreis Holzminden-Bodenwerder der Evangelisch-lutherischen Landeskirche Hannovers. Die Katholiken des Ortes gehören zur Pfarrei Maria Königin (Bodenwerder) im Dekanat Weserbergland des Bistums Hildesheim; die nächste Filialkirche ist Heilige Familie in Eschershausen.

## Politik

### Gemeinderat
Der Gemeinderat, der die Gemeinde Dielmissen vertritt, setzt sich aus neun Mitgliedern zusammen. Dies ist die festgelegte Anzahl an Ratsmitgliedern für die Mitgliedsgemeinde einer Samtgemeinde mit einer Einwohnerzahl zwischen 501 und 1.000 Einwohnern. Die Ratsmitglieder werden durch eine Kommunalwahl für jeweils fünf Jahre gewählt.
Bei der Kommunalwahl 2021 ergab sich folgende Sitzverteilung:
| Gemeinderat 2021Insgesamt 9 Sitze - SPD: 2 - FDP: 2 - UWG: 3 - CDU: 2 |

### Bürgermeister
Bürgermeister ist Theodor Krause (CDU).

## Kultur und Sehenswürdigkeiten
Die romanische evangelische Dorfkirche St. Nikolai stammt aus dem frühen 13. Jahrhundert. Sie besitzt im Inneren eine sehenswerte Ausstattung: ein Altarbild aus dem frühen 16. Jahrhundert, eine Renaissance-Kanzel, zahlreiche Apostelfiguren sowie eine neogotische Orgel. Neben der Kirche befindet sich eine stattliche Eiche. 
Die katholische Kirche St. Johannes Evangelist bestand von 1964 bis 2004. Heute wird das Kirchengebäude als Privathaus genutzt, die nächstliegende katholische Kirche befindet sich im ca. 5 km entfernten Eschershausen.
Im „Gasthaus Angerkrug“, einem alten Fachwerkbau, weilte 1801 Johann Wolfgang von Goethe.
Das Naturschutzgebiet Pöttcher Grund befindet sich zum Teil auf dem Gebiet der Gemeinde Dielmissen.

## Wanderwege
Oberhalb von Dielmissen verläuft auf dem Ith-Kamm der Europäische Fernwanderweg E11 (Niederlande-Masuren).

## Wirtschaft und Infrastruktur
In Dielmissen ist der „Wasserverband Ithbörde-Weserbergland“ beheimatet. Er ist für die Wasserversorgung und Abwasserentsorgung in den Samtgemeinden Eschershausen-Stadtoldendorf, Bodenwerder-Polle und Boffzen zuständig.